# Cefaloematoma
Il  cefaloematoma è una forma specifica di ematoma che può comparire nei neonati. Tale condizione può presentarsi alla nascita così come alcuni giorni dopo il parto.

## Eziologia
Le cause sono da ricercarsi in possibili traumi subiti dal feto all'atto del parto.

## Trattamento
La prognosi è benigna e, salvo rari casi, non è necessario alcun trattamento. Nei casi più gravi, quando essi uno o più cefaloematomi si infettano, può essere necessario un intervento chirurgico con il posizionamento di un drenaggio chirurgico che fornisce ottimi risultati.